# Ernst Heinkel
Ernst Heinkel (Grunbach, ma Remshalden része, 1888. január 24. – Stuttgart, 1958. január 30.) német repülőgép-tervező, a Heinkel Flugzeugwerke repülőgépgyár igazgatója. Az ő cége gyártotta le az első gázturbinás sugárhajtómű által működtetett repülőgépet, a He 178-at, illetve az első rakétameghajtású kísérleti repülőgépet, a He 176-ot. Tevékenységéért 1938-ban német állami kitüntetésben részesült.

## Élete
Ernst Heinkel Gurnbachban született, a jelenlegi Baden-Württemberg tartomány területén. Pályafutását gépész-inasként kezdte egy öntödében. Később a stuttgarti technikai akadémián tanult, ahol a Zeppelin léghajók felkeltették figyelmét a repülőszerkezetek iránt. 1910-ben megépítette első repülőgépét, mellyel azonban egy év múlva lezuhant és súlyosan megsebesült, de felépült.
Később az Albatros Flugzeugwerkenél kezdett dolgozni, ahol megtervezte az Albatros B.II felderítő repülőgépet, melyet az első világháború első két évében bevetettek a fronton. Heinkel hamarosan otthagyta a céget és a Hansa-Brandenburg Flugzeugwerkénél kapott munkát.
1921-ben a Caspar-Werke repülőgépgyártó cég főtervezőjévé nevezték ki, de rövid idő alatt otthagyta a céget egy vita miatt. Egy év múlva megalapította saját cégét Warnemündében. Az első világháborút lezáró versailles-i békeszerződés katonai előírásai miatt tevékenységének kezdeti szakaszában kénytelen volt külföldi vásárlók után nézni, így számos repülőgépet tervezett Svédország számára és egy gőzkatapulttal működő repülőgépet Japán haditengerészetének. Japánnal való kapcsolatainak köszönhetően az 1921–1924 közötti időszakban a katonai megfigyelők jelenléte ellenére zavartalanul gyárthatta repülőgépeit.
Adolf Hitler és a náci párt hatalomra jutását követően Heinkel cége fontos szerepet töltött be a Luftwaffe felszerelésében. Az ő cége gyártotta többek között a Luftwaffénél hadrendbe állított He 59 felderítő és torpedóbombázót, a He 111 közepes bombázót és a He 115 torpedóbombázót. Tevékenysége elismeréséül Wehrwirtschaftsführer rangot kapott. 1942-ben azonban a Heinkel Repülőgépgyárat államosították, ez a gyakorlatban azt jelentette, hogy Hermann Göring a Luftwaffe parancsnoka vette át felette az ellenőrzést. Heinkel Bécsbe költözött, ahol egy új tervezőirodát nyitott és a He 274 és He 277 nehézbombázók tervein dolgozott a háború végéig.
A háború után, – miután a szövetségesek ismét betiltották Németország számára a repülőgépgyártást – Heinkel cége motorbiciklik és robogók gyártásával foglalkozott, 1956-ban pedig a cég bemutatta a Heinkel Kabine gépkocsit. 1959-ben Edmund Bartl feljelentette Heinkel cégét azzal a váddal, hogy a második világháború idején erőszakkal toborzott zsidókat dolgoztatott, de a Legfelsőbb Bíróság nem volt hajlandó eljárást indítani, a bűncselekmény elévülésére (és a fővádlott egy évvel azelőtt bekövetkezett halálára) hivatkozva.
Ernst Heinkel 1958-ban halt meg, Stuttgartban. Halála előtt két évvel jelent meg önéletrajza, Stürmisches Leben (Viharos élet) címmel .